# Coxsackie (Village)
Coxsackie ist eine Gemeinde im Greene County, einem County im Bundesstaat New York der Vereinigten Staaten. Im Jahr 2020 lebten 2.746 Einwohner in 1.147 Haushalten.